# Gadens Børn
|  | For den danske dokumentarfilm, se Gadens børn |
Gadens Børn er en nødhjælpsorganisation, hvis formål er at forbedre levevilkårene for gadebørn i Kolkata, Indien. Gadens Børn blev etableret i 2012. Gadens Børn driver tre skoler og et dagcenter i Kolkata i Indien. De tilbyder gadebørn i Kolkata uddannelse, sundhedstjek, mad, sikkerhed og omsorg.
Gadens Børn er uafhængig af politiske og religiøse interesser.
I september 2022 bragte Weekendavisen en artikel om Gadens Børn, der indeholdt beretninger fra ansatte og frivillige om snyd i organisationen.
I 2025 afgjorde Indsamlingnævnet, at der var grundlag for at udtale kritik af Gadens Børn. Det skyldtes, at Gadens Børn havde fejl i sine regnskaber, og at organisationen havde anvendt indsamlede penge til andre formål, end hvad man havde lovet bidragsyderne.

## Historie
Gadens Børn blev stiftet i 2012 af Pia Lindell Qwist efter en ferie i Indien. I 2013 etablerede hun det første aktivitetscenter i Kolkata. I maj 2013 indtrådte erhvervskvinde Dorthe Solvejg Nielsen i projektet. Hun hjalp med at skabe rammerne for organisationen, indtil hun trådte ud i december 2016. Gadens Børn holdt en velgørenhedsgalla i september 2018, hvor H.K.H Prinsesse Marie deltog.

## Projekter
Gadens Børn driver følgende projekter i Indien:
- Aasha Skole Kidderpore med plads til 125 børn.
- Asha Skole Santoshpur med plads til 400 børn.
- Sealdah Skole og Fritidshjem CM & SS med plads til 70 børn.
- 4 dagcentre med til sammen 380 slumbørn.
- Socialt opsøgende arbejde på Sealdah Station, gaden og slumområder.
- Et børnehjem med plads til 28 piger.
- 2 mobilklinikker der giver gratis medicin og behandlinger.

## Ambassadører
Gadens Børn har en række frivillige ambassadører, som hjælper med at sætte fokus på deres arbejde og gadebørns levevilkår - de tæller blandt andre: Manu Sareen, Ida Corr, Tina Bilsbo, Pia Walther, Anders Bircow, Bo Bech, John "Faxe" Jensen, Aurelijus Skarbalius, Helen Rasmussen og Lars Bom.

## Kritik

### Weekendavisens artikel om snyd
I september 2022 bragte Weekendavisen en artikel om Gadens Børn, der indeholdte ansatte samt 11 frivilliges beretninger om snyd i organisationen. Det inkluderer blandt andet afsløringer af indsamlinger, hvor pengene ikke går til det erklærede formål, forløjede sociale medie opslag, samt en afsløring af at Gadens Børns lokale skoler ikke var adgang til en uddannelse for børnene. Gadens Børn har ikke haft en FCRA-tilladelse, hvilket betyder at deres lokale NGO, Street Children.DK, ikke har haft tilladelse til at modtage penge, hvorfor Stifter Pia Lindell Qvist indrømmer at have smuglet penge ind i Indien. Det er siden kommet frem i deres årsregnskab, at dette ikke var meldt til Toldstyrelsen heller.
Stifter Pia Lindell Qwist afviser i Weekendavisens artikel anklagerne om økonomiske uregelmæssigheder og forklarer, at flere indsamlinger er specifikt øremærkede til bestemte formål. Hun benægter også anklagerne om trusler mod frivillige og ansatte i organisationen, som er blevet truet med at blive smidt ud eller er krævet at hæve store pengebeløb til organisationen, hvilket er ulovligt uden den indiske FCRA-tilladelse. Til anklagerne om forløjede sociale medie opslag, erkender Pia Lindell Qwist, at hun har givet børnene instrukser under optagelserne af videoer, men forklarer, at dette er almindelig praksis under filmoptagelser, samt at børnene hellere ville bruge pengene på noget andet. Desuden forklarer hun, at organisationen har søgt tilladelse til at udstede certifikater til eleverne på skolen.
Aalborg Universitet har før artiklen fjernet Gadens Børn over listen af anbefalede praktiksteder som følge af studerendes 'negative oplevelser'.

### Indsamlingsnævnet kritiserer rod i regnskaber
I 2025 afgjorde Indsamlingnævnet, at der var grundlag for at udtale kritik af Gadens Børn. Det skyldtes, at Gadens Børn havde fejl i sine regnskaber, og at organisationen havde anvendt indsamlede penge til andre formål, end hvad man havde lovet bidragsyderne.